# 南定州之战
南定州之战，隋文帝开皇九年（589年）十二月，在隋灭陈之战后期，隋朝永州总管周法尚率军安抚岭南，在南定州（今广西桂平西）击败原南陈定州刺史吕子廓]的作战。
589年十二月十一日，隋文帝杨坚任命鄂州刺史周法尚为永州总管，前往安抚岭南。周法尚率领亲兵三千五百人南进。原陈桂州刺史钱季卿、南康内史柳璿、西衡州刺史邓暠、阳山郡太守毛爽等全部投降。定州刺史吕子廓占据山洞，拒不投降。周法尚率军越过五岭，进击吕子廓。吕子廓散逃，引千余人走保山险。其部下斩杀吕子廓，归附隋朝，岭南地区得以安定。